# アレシュ・マンドウス
アレシュ・マンドウス（Aleš Mandous 、1992年4月21日 - ）は、チェコ・ネクミールシ出身の同国代表プロサッカー選手。SKスラヴィア・プラハ所属。ポジションはGK。

## 経歴

### クラブ
FCヴィクトリア・プルゼニのアカデミー出身。2013年3月23日、ポハール・チェスケー・ポシュスティのFCフラデツ・クラーロヴェー戦でトップチームデビューを果たした。2013-14シーズンはFKボヘミアンズ・プラハ、2014-15シーズンはFKバニーク・モスト1909に期限付き移籍。
2015年7月、MŠKジリナに完全移籍。
2018年7月、SKシグマ・オロモウツにフリーで加入。
2021年7月、SKスラヴィア・プラハに移籍。

### 代表
2020年9月7日、UEFAネーションズリーグのスコットランド戦でチェコ代表デビュー。

## タイトル
ジリナ
- フォルトゥナ・リーガ: 2016-17